# Польское военное кладбище в Лорето
Польское военное кладбище в Лорето (пол. Polski Cmentarz Wojenny w Loreto, итал. Cimitero militare polacco di Loreto) — польское военное кладбище Второй мировой войны в Лорето, Италия.
На кладбище находится 1081 могила солдат Армии Андерса, павших в боях на Готской линии, реке Метауро, при освобождении Анконы и Лорето.
Решение о создании кладбища было принято 21 июля 1944 года, когда в базилике Лорето состоялась траурная служба по погибшим польским солдатам. В ней приняли участие генералы Казимеж Соснковский и Владислав Андерс, а также жители города и представители местных властей.
Строительством кладбища руководил польский инженер Роман Вайда. Кладбище было размещено на склоне холма у подножия базилики Лорето и было освящено по окончании строительства 6 мая 1946 года.
Могилы солдат расположены на трех террасах, в центре на каменном постаменте установлена мачта с польским флагом. На четырёх сторонах постамента находятся надписи, связанные с местами сражений поляков: Анкона, Лорето, Метауро, Линия Гот. На алтаре в центре кладбища размещена копия знаменитой Виленской Остробрамской иконы Божией Матери, символизирующей прочную связь солдат, похороненных здесь, с восточными районами довоенной Польши.
На кладбище, среди прочих, похоронены:
- Бохеньский, Адольф Мария (1909—1944)— польский писатель, мальтийский кавалер, подпоручик Армии Андерса;
- Грушецкий, Эмиль (1897—1944)— подполковник, командир полка Армии Андерса.

Кладбище находится под патронатом местного монастыря Сестёр Святого Назарета.
Польско-итальянские взаимоотношения относительно польских военных кладбищ в Италии, в том числе кладбища в Лорето, регулируются положениями «Соглашения между Правительством Республики Польша и Правительством Итальянской Республики о военных захоронениях», подписанного в Риме 30 марта 2012 года.
Содержание кладбища в Лорето финансируется Министерством культуры и национального наследия Польши.